# Lipton Ice Tea
Lipton Ice Tea é a marca registrada de uma bebida  sem nenhum gás, não-fermentada e não-alcoólica. É composto por chá e aromas, com sumo natural de pêssego, água, açúcar, extrato de chá preto, acidulante ácido cítrico, antioxidante ácido ascórbico (vitamina C).

## História
Lipton Ice Tea foi a primeira marca que associou todos os benefícios do chá, no seu estado natural em 1972.
Em Portugal, a marca surge no ano de 1988.
No Brasil, o produto chegou em 1995. Em outubro de 2003 foi fechada uma parceria entre a Pepsico e a Unilever - detentora da marca Lipton - em sistema de joint venture.
Em muitos mercados a marca Ice Tea da Lipton é designada como "Lipton Iced Tea".

## Ingredientes e alergénios
- Chá (água, extrato de chá preto) (4,0%), açúcares (açúcar, frutose), reguladores de acidez (ácido cítrico, citrato de sódio), aromas, sumo de limão à base de concentrado (0,1%), antioxidante (ácido ascórbico), edulcorante (glicosídeos de esteviol).